# Кирило-Білозерський музей-заповідник
Федеральна державна бюджетна установа культури «Кирило-Білозерський історико-архітектурний і художній музей-заповідник» (скор. Кирило-Білозерський музей-заповідник) — музей, розташований в місті Кирилов  Вологодської області  Російської Федерації.
Кирило-Білозерський музей був створений в 1924 році в стінах колишнього  Кирило-Білозерського монастиря. До складу музею входять архітектурні ансамблі  Кирило-Білозерського та  Ферапонтова монастирів, церква Іллі Пророка. У 1968 році йому присвоєно статус музею-заповідника.  У 1997 році Указом Президента Російської Федерації Кирило-Білозерський музей-заповідник включений до Державного своду особливо цінних об'єктів культурної спадщини народів  РФ. У 2000 році філія музею, Музей фресок Діонісія, був включений в список об'єктів  Всесвітньої спадщини ЮНЕСКО.

## Основні напрямки роботи музею-заповідника
- Науково-дослідна робота
- Науково-фондова робота
- Науково-освітня робота
- Реставрація експонатів і пам'ятників

## Експозиції музею
Більше 50 тисяч музейних предметів (54939, з них 37688 предметів основного фонду)  знаходяться на зберіганні у шести наукових співробітників — зберігачів. Експозиції та виставки музею-заповідника розміщуються в пам'ятках архітектури.
У музеї-заповіднику працюють  виставки:
- «Історія краю за матеріалами археологічних розкопок», яка відкрилась 12 апреля 2007 года  в підкліті церкви Введення з Трапезною палатою.
- Чернеча келія (Братський корпус)
- Музей історії міста та району (вул. Гагаріна, 103)
- Народне мистецтво краю (в приміщенні повареної келії)
- Російське мистецтво XVII-XIX століть (Казенна палата)
- На першому поверсі Архімандрічьего корпусу представлені дві виставки з циклу «Від Смути до Розколу», що відображають історію монастиря XVII століття, виставлена  справжня зброя з колекції музею, реконструкції обладунків і озброєння воїнів XVII століття з приватного зібрання.

Виставка «Із XXI в XVII сторіччя. Історія та костюм» познайомить відвідувачів з костюмами і реквізитом до фільму Миколи Досталя «Розкол».  На другому поверсі розташована експозиція "Церковне мистецтво XV-XVII століть".
- В Трапезній палаті відкриті 7 виставок, серед яких: Історія Кирило-Білозерського монастиря; Ікони XV-XVIII століть з церкви Різоположенія (1485); вологодське мереживо

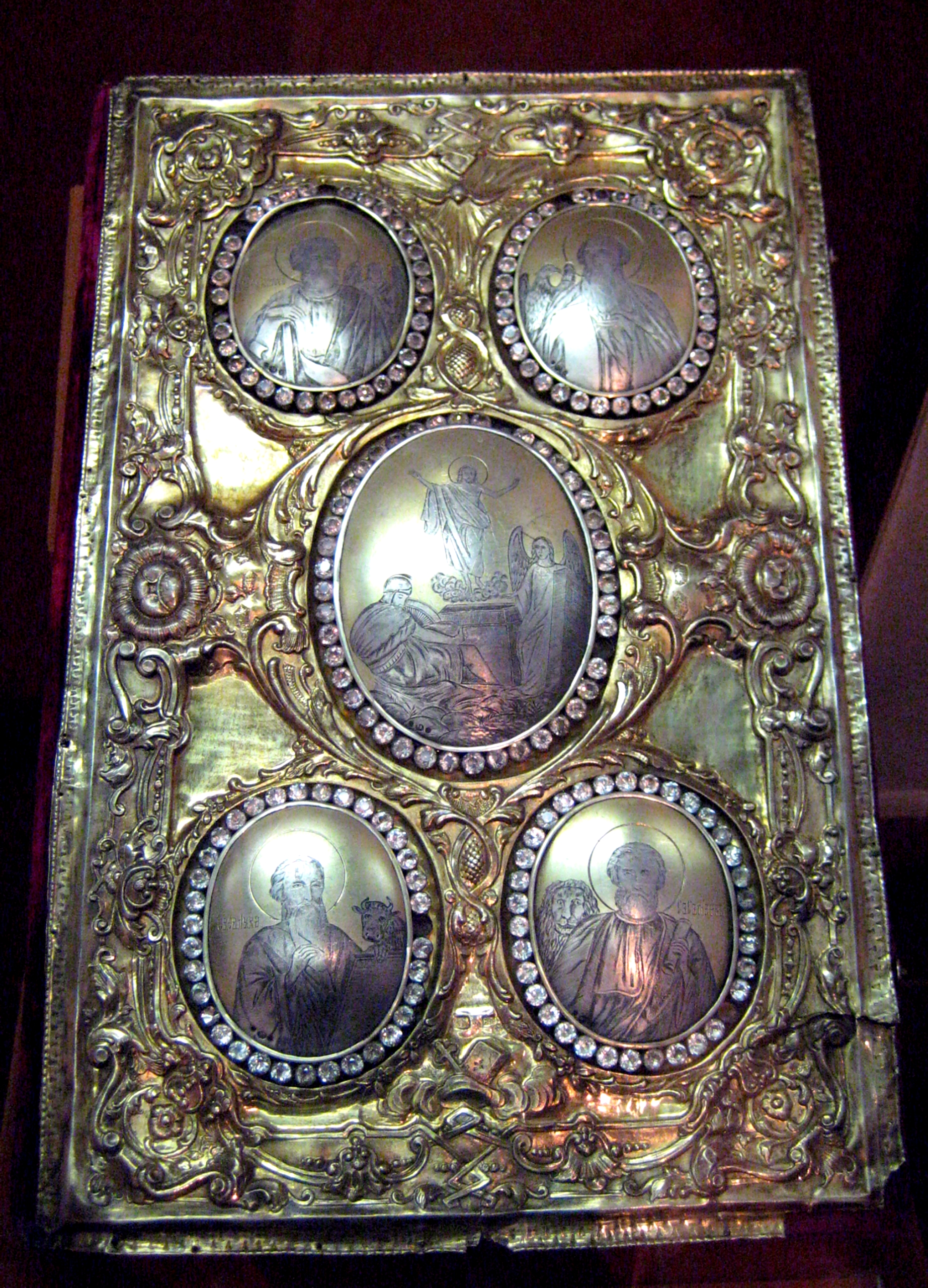
Напрестольне Євангеліє, 18 століття
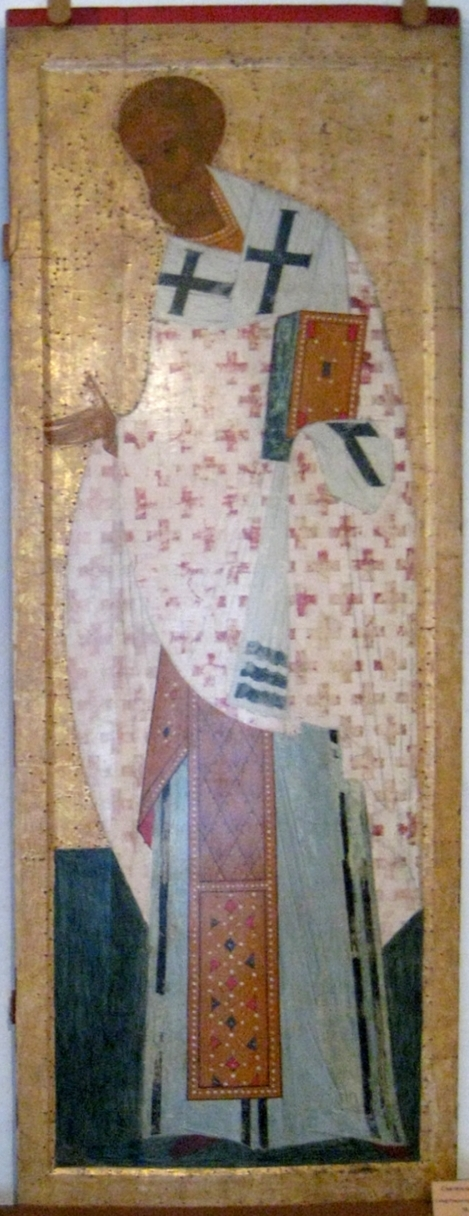
Святитель Миколай (близько 1502 року).  Діонісій. Собор Різдва Богородиці  Ферапонтова монастиря. Музей Кирило-Білозерського монастиря.
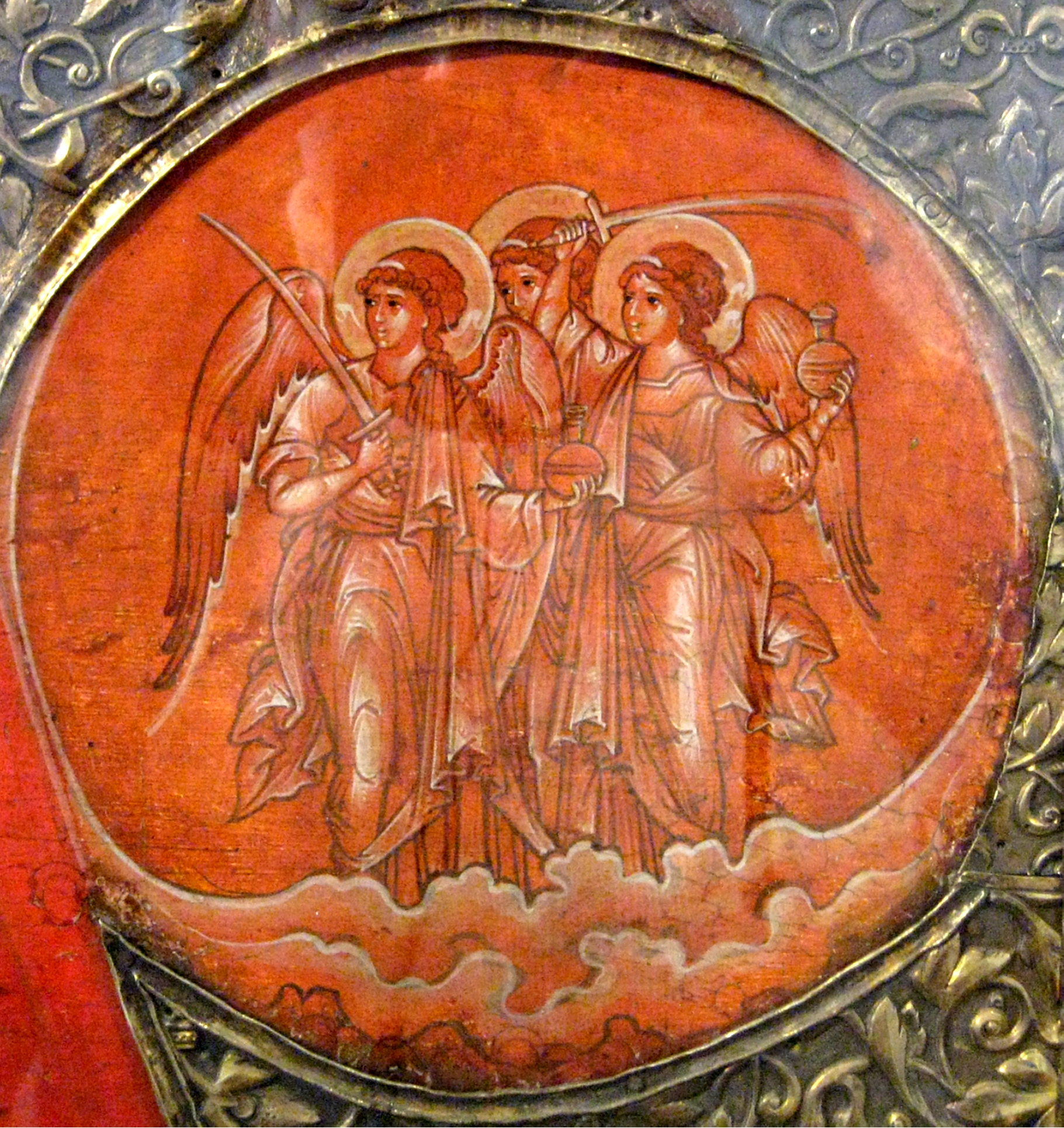
Неопалима купина
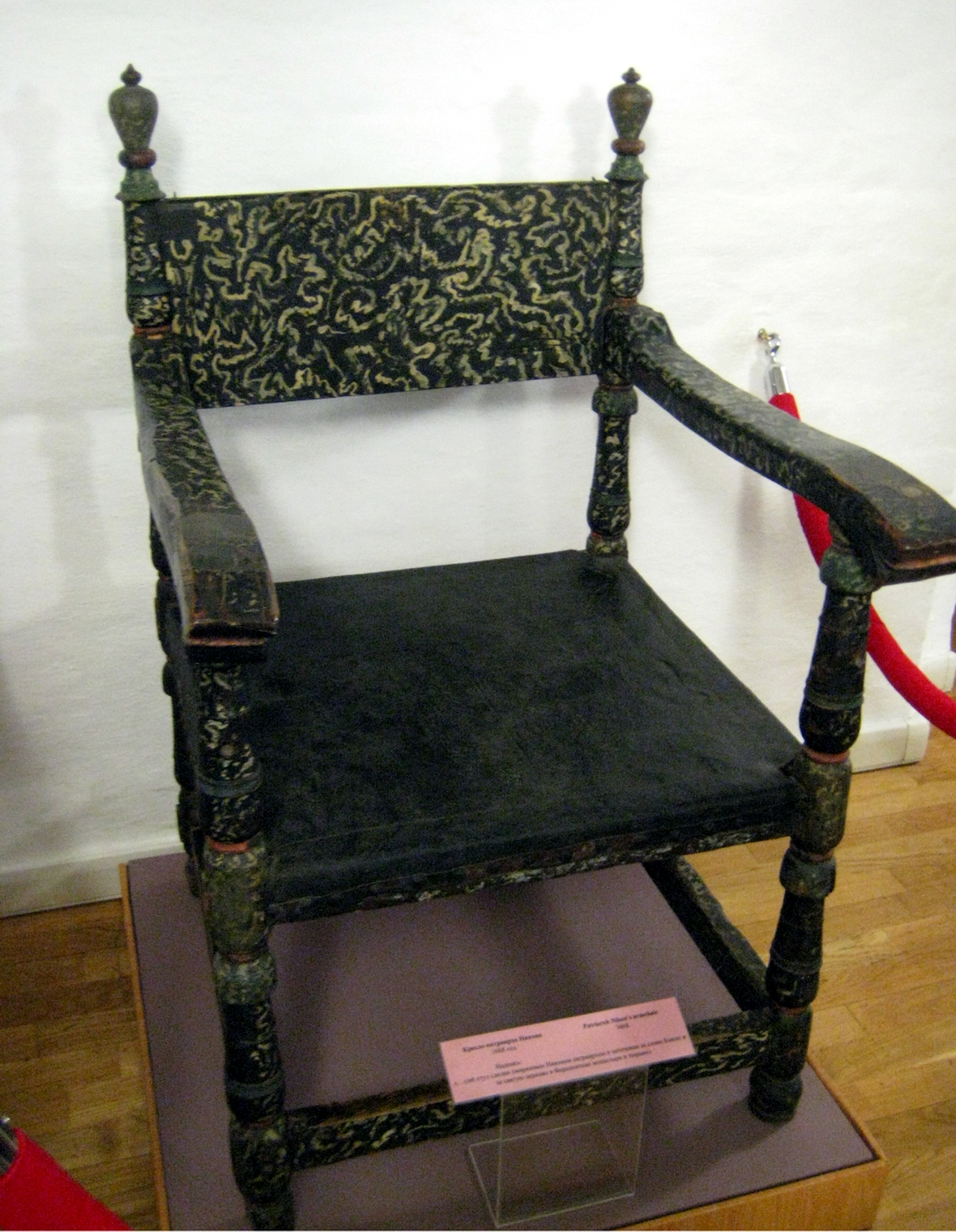
Крісло патріарха  Никона, зроблене ним власноруч під час його ув'язнення в Ферапонтовом монастирі. 1668 рік.